# Herbert Nikolaus Lenhof
Herbert Nikolaus Lenhof SAC (* 20. August 1936 in Wehrden; † 13. Oktober 2017 in Limburg an der Lahn) war ein deutscher Ordensgeistlicher und römisch-katholischer Bischof von Queenstown.

## Leben
Am  20. August 1936 wurde er als ältestes von vier Kindern des Ehepaares Wilhelm Lenhof und seiner Frau Elisabeth, geborene Fernekes, in Wehrden (Saar), heute ein Stadtteil von Völklingen, geboren. Er besuchte die Volksschule und arbeitete danach, wie auch sein Vater, in der Völklinger Hütte. Herbert Lenhof war in der von Pallottinern betreuten Kirchengemeinde St. Josef als Messdiener und Pfadfinder aktiv.
Herbert Lenhof legte das Abitur ab und trat der Ordensgemeinschaft der Pallottiner im Bischof-Vieter-Kolleg in Limburg bei und erhielt seine Ausbildung in Olpe und der Philosophisch-Theologischen Hochschule Vallendar. Am 25. April 1961 legte er die erste Profeß ab, am 25. April 1964 die ewige Profeß in Vallendar. Er empfing am 18. Juli 1965 die Priesterweihe durch den Trierer Bischof Carl Schmidt und war zunächst im Pallottiner-Konvikt in Rheinberg, ab 1968 in Südafrika tätig. Lenhof war nach einer kurzen Zeit in der Pfarrseelsorge in Stutterheim und Cathcart ab 1970 Krankenhausseelsorger am Glen-Grey-Hospital, von 1978 bis 1981 leitete er als Regionaloberer die pallottinische Mission in Südafrika. 1981 wurde er Pfarrer und Spiritual der Schwesternkongregation von der Mutter der Göttlichen Liebe in Ntaba Maria, die unter anderem ein großes Gesundheitszentrum betrieben.
Papst Johannes Paul II. ernannte ihn am 23. Februar 1984 zum dritten Bischof des südafrikanischen Bistums Queenstown. Er empfing am 28. April desselben Jahres die Bischofsweihe durch seinen Amtsvorgänger Johannes Baptist Rosner SAC; Mitkonsekratoren waren der Bischof von Oudtshoorn, Edward Robert Adams, und der Bischof von Umtata, Andrew Zolile T. Brook. Sein Wahlspruch war „Ihr sollt mir Zeugen sein“.
In der Südafrikanischen Bischofskonferenz leitete er zunächst die Arbeitsgruppe „geistliche Berufe“ und anschließend 15 Jahre lang die Arbeitsgruppe „Entwicklung und Wohlfahrt“. In dieser Funktion koordinierte er die Hilfe und Aufklärungsarbeit zum Thema HIV-Infizierung, insbesondere zu Aidswaisenkindern.
Am 16. November 2009 nahm Papst Benedikt XVI. seinen gesundheitsbedingten Rücktritt an. Seit 2011 verbrachte Lenhof seinen Ruhestand im Mutterhaus der Pallottiner in Limburg. Am Freitag, dem 13. Oktober 2017, verstarb er im St. Vincenz-Krankenhaus Limburg. Seine Beisetzung erfolgte durch Georg Bätzing, Bischof von Limburg, auf dem Limburger Pallottiner-Friedhof.